# Toxophora compta
Toxophora compta är en tvåvingeart som beskrevs av Roberts 1929. Toxophora compta ingår i släktet Toxophora och familjen svävflugor. Inga underarter finns listade i Catalogue of Life.